# Roman Dzjindzjichasjvili
Roman Yakovlevich Dzindzichashvili (Georgisch: რომან იაკობის-ძე ჯინჯიხაშვილი, Hebreeuws: רומן יעקובלביץ' ג'ינג'יחשווילי) (Tbilisi, 5 mei 1944) is een Georgisch-Amerikaanse schaker en schaaktrainer. In 1977 werd hij FIDE-grootmeester (GM). In de zeventiger jaren van de 20e eeuw speelde hij enkele keren mee om het kampioenschap van de Sovjet-Unie.
Roman werd geboren in Tbilisi (Georgië) maar emigreerde in 1976 naar Israël en enkele jaren later naar de Verenigde Staten, van welk land hij in de jaren tachtig tweemaal gedeeld kampioen werd. In 1989 eindigde hij als tweede bij het kampioenschap van de VS, na Yasser Seirawan.
Dzindzichashvili heeft onder de titel Roman's Lab ook diverse schaak-dvd's uitgebracht.

## Schaakcarrière
Dzindzichashvili won in 1962 het schaakkampioenschap voor junioren van de Sovjet-Unie. In 1966 en 1968 won hij de universiteitskampioenschappen. In 1970 verkreeg hij de titel Internationaal Meester (IM). Na zijn emigratie naar Israël in 1976 werd hij in 1977 grootmeester. In 1977/1978 won hij het 53e Hastings toernooi met 10½ pt. uit 14 points, een vol punt hoger dan voormalig wereldkampioen Tigran Petrosjan. In 1979 vestigde hij zich in de Verenigde Staten en won in 1980 het Lone Pine toernooi. Met zijn Elo-rating 2595 bevond hij zich in 1979 samen met Robert Hübner, Zoltán Ribli, Oleksandr Beljavsky en Josif Dorfman op plaats 13 van de wereldranglijst. Hij was in 1984 aanvoerder van het team van de VS bij de Schaakolympiade.
In 1983 en in 1989 won hij het kampioenschap van de VS, in beide gevallen gedeeld eerste eindigend met twee andere spelers. Hij woonde kort bij  Washington Square Park in New York, en voorzag in zijn inkomen door te blitzschaken om geld, wat daar populair is. In 1991 won hij het kampioenschap van de Marshall Chess Club. In 1993 had hij een korte scène in de film Searching for Bobby Fischer evenals in de documentaire "Men Who Would Be Kings", handelend over schaken in Washington Square Park in de jaren tachtig.
Dzindzichashvili is een bekend schaak-theoreticus en -coach. Onder andere waren zijn studenten: vijfvoudig kampioen van de VS Gata Kamsky en GM Eugene Perelshteyn.  Hij stelde een serie DVD's samen met schaaklessen, onder de titel "Roman's Lab".  Later ging hij instructieve video's maken voor Chess.com. Behandelde onderwerpen zijn: diverse openingen, het middenspel, het eindspel, beroemde schakers en interessante partijen.
Hij was in 1993 een van de oprichters van de internet chess server (ICS) Chess.net.
Voor het "GGGg" team dat het "Amateur Team East" toernooi won in februari 2008, speelde hij aan het derde bord.
Diverse openingsvarianten zijn naar hem genoemd:
- Djin (ECO-code E10) 1. d2–d4 Pg8–f6 2. Pg1–f3 e7–e6 3. c2–c4 a7–a6, dat na de vervolgzetten 4. Pb1–c3 c7–c5 5. d4–d5 b7–b5 stellingen oplevert die vergelijkbaar zijn met het Blumenfeld-tegengambiet.[3]
- Dzindzi-Indisch (ECO Code A40) 1. d2–d4 g7–g6 2. c2–c4 Lf8–g7 3. Pb1–c3 c7–c5 4. d4–d5 Lg7xc3+ 5. b2xc3 f7–f5.

Dzindzichashvili wordt door de FIDE genoteerd als 'inactief' (situatie per januari 2015), omdat hij sinds het in juni 2008 gehouden South Carolina Open in Greenville geen competitieve partij meer speelde.

## Dzindzichashvili versus computerschaakprogramma's
Dzindzichashvili speelde in 1991 en 1993 een serie rapidpartijen tegen het computerprogramma Fritz. 
In de volgende partij wist hij het programma in slechts 28 zetten schaakmat te zetten.
Roman Dzindzichashvili (wit) vs. Fritz (zwart), 1991 
1.d4 e6 2.e4 d5 3.e5 c5 4.Pf3 Pc6 5.Ld3 cxd4 6.0-0 Lc5 7.Te1 Pge7 8.Pbd2 0-0 9.Lxh7+ Kxh7 10.Pg5+ Kg6 11.Dg4 Pxe5 12.Txe5 f5 13.Dg3 Tf7 14.Pdf3 Dh8 15.Ph4+ Dxh4 16.Dxh4 Tf8 17.Dh7+ Kf6 18.Pf3 Pg6 19.Lg5+ Kf7 20.Dh5 Th8 21.Txf5+ Kg8 22.Dxg6 exf5 23.Lf6 Th7 24.Te1 d3 25.Te8+ Lf8 26.Pg5 Th6 27.Txf8+ Kxf8 28.Df7#
Op 3–7 maart 2008, speelde Dzindzichashvili een match met handicap over 8 partijen tegen het schaakprogramma Rybka, met als handicap een pion en een zet, in het voordeel van Rybka, en met als speeltijd 45 minuten per speler plus 10 sec increment per zet. De match eindigde in 4–4 gelijkspel. Een vervolgmatch, met dezelfde handicap, vond plaats op 28 juli 2008, met als speeltijd 30 minuten per speler plus 20 sec increment per zet. Rybka 3 won met 2½–1½ (1 overwinning en drie remises).

## Partij uit 1969
De volgende korte partij werd gespeeld in 1969 in de Sovjet-Unie. 

GM Karen H. Grigoryan (wit) vs. Roman Dzindzichahsvili (zwart)

 Eco-code C64 schaakopening Spaans:

1.e4 e5 2.Pf3 Pc6 3.Lb5 Lc5 4.c3 f5 5.d4 fxe4 6.Pg5 Lb6 7.d5 e3 8.dxc6 bxc6 9.h4 exf2+ 10.Kf1 cxb5 11.Dd5 Ph6 12.Dxa8 c6 13.Pe4 0-0 14.Lg5 b4 (diagram) (Zwart dreigt 15... La6) (0-1)

## Voor verdere verdieping
- (de) van Fondern (1982). Roman Dzindzichashvili – Sein Aufstieg zur Weltspitze. Hollfeld. ISBN 90-901161-2-5.